# Alma en pena (película)
Alma en pena es una película sin sonido de Argentina dirigida por Julio Irigoyen que se estrenó el 30 de junio de 1929 y tuvo como protagonistas a Segundo Pomar, María Esther Podestá y Álvaro Escobar.

## Producción
El filme fue producido por Buenos Aires Film, una empresa dirigida por Julio Irigoyen que se caracterizaba por producir filmes clase “C” de muy bajo presupuesto y poca calidad artística, que en general eran historias con los  personajes característicos de la ciudad: guapos prostitutas, cantores de tango, jugadores en oscuros cafetines, hipódromos y salones aristocráticos. La mayoría eran películas de gauchos o típicamente porteñas, con tango o con canciones de tierra adentro. Es dificultoso acceder a información sobre esas películas, en primer lugar porque una parte no se estrenó en Buenos Aires sino en las provincias del interior de Argentina y también en otros países de América Latina, en segundo término porque Irigoyen no conservaba los negativos y en tercer lugar por el escaso interés que tenía por ellas la prensa especializada.

## Reparto
Actuaron en la película los siguientes intérpretes:
- Segundo Pomar
- María Esther Podestá
- Álvaro Escobar

## Comentario
La película fue inspirada por el tango homónimo de Francisco García Jiménez y Anselmo Aieta estrenado en 1928, que fuera cantado por artistas de la talla de Carlos Gardel, Ignacio Corsini y Azucena Maizani y ejecutado por destacadas orquestas como las de Roberto Firpo, Francisco Lomuto y Francisco Canaro.
Jorge Finkielman dice que la película trata de las tribulaciones de una pobre mujer cuyo marido es un ladrón que muere mientras trataba de seducir a una joven que luego se sabe que era su hija. Los hechos aparecen en el filme sin demasiada acción, desordenados y, salvo las de Podestá y Pomar, las actuaciones son malas.